# 亀有駅

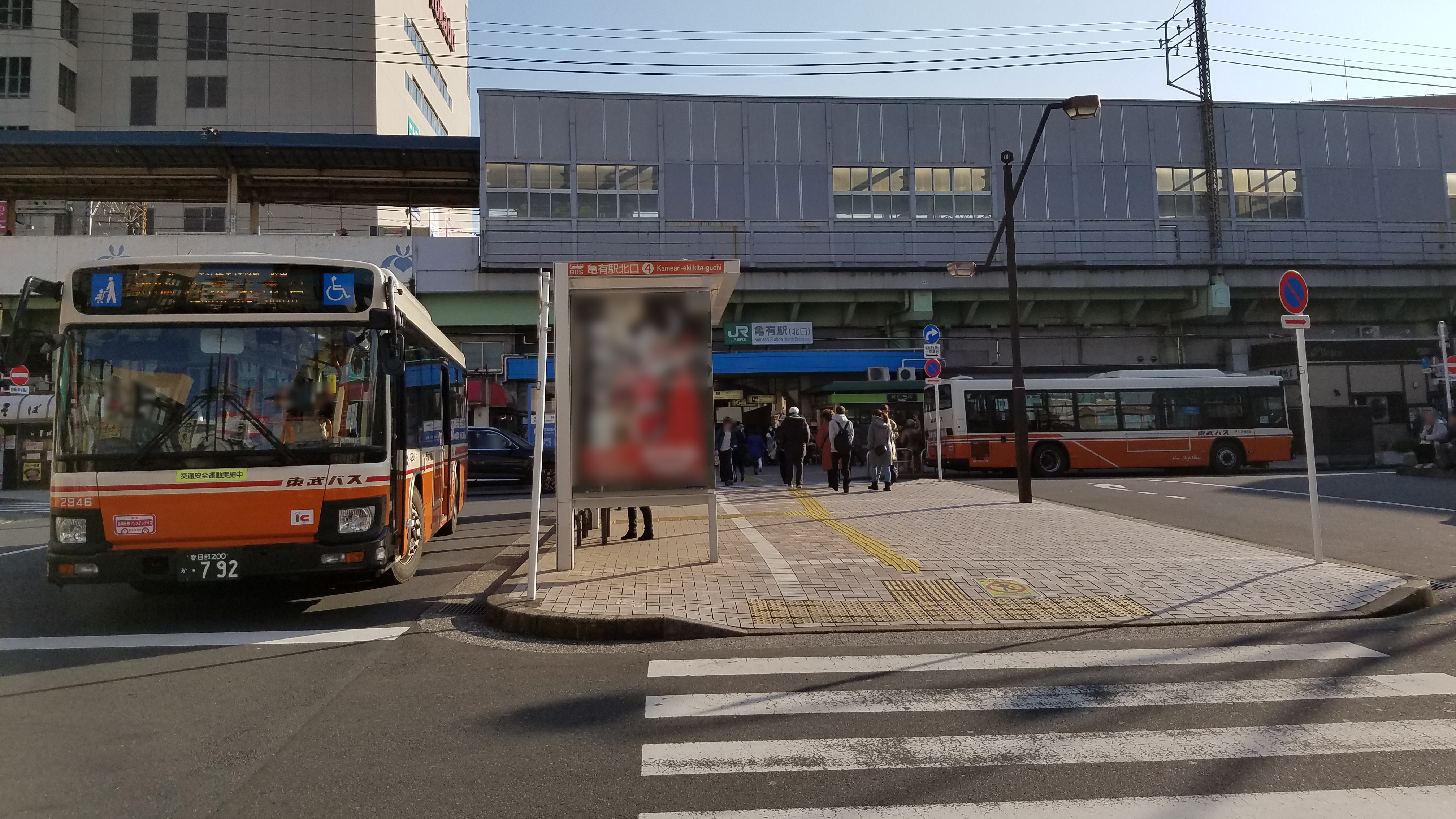
北口（2017年1月）

亀有駅（かめありえき）は、東京都葛飾区亀有三丁目にある東日本旅客鉄道（JR東日本）常磐線の駅である。駅番号はJL 20。緩行線のみホームがあり、各駅停車のみが停車する。特定都区市内制度における「東京都区内」に属している。

## 歴史
当初は隣接する新宿地区に駅を設ける予定だった。しかし、亀有 - 新宿間にある中川に架かっていた有料橋を利用する客が激減するとの理由で同地区の者が亀有地区への設置を主張し、その一方で亀有地区の地主が土地を寄贈したため、この地に駅が置かれることになった。

### 年表
- 1897年（明治30年）5月17日：日本鉄道の駅として開業[2][3]。
- 1906年（明治39年）11月1日：国有化で、日本鉄道が官設鉄道の駅となる[2]。
- 1909年（明治42年）10月12日：線路名称の制定により、常磐線の所属となる。
- 1949年（昭和24年）6月1日：日本国有鉄道が発足。
- 1967年（昭和42年）10月1日：複々線化も絡み、日立製作所専用線と貨物の取り扱いが廃止になる[2]。
- 1971年（昭和46年）4月20日：綾瀬駅 - 我孫子駅間の複々線化が完成。快速線と分離し、営団千代田線と直通乗り入れを行う緩行線の駅となり、上野行きの列車がなくなる。
- 1985年（昭和60年）3月14日：荷物の取り扱いを廃止[2]。
- 1987年（昭和62年）4月1日：国鉄分割民営化により、東日本旅客鉄道（JR東日本）の駅となる[2]。
- 1996年（平成8年）11月：当駅直結の商業施設「アルカード亀有」が開業[4]（のちの「ビーンズ亀有」[報道 1]）。
- 2001年（平成13年）11月18日：ICカード「Suica」の利用が可能となる[報道 2]。
- 2006年（平成18年）2月11日：駅北口に「こち亀銅像」を設置。以降、2016年（平成28年）までに大小合わせて15体の像が駅周辺に設置される[新聞 1]。
- 2017年（平成29年）1月22日：みどりの窓口の営業を終了。
- 2018年（平成30年）
  - 3月20日：業務委託化[5]。
  - 8月1日：車外スピーカーから放送を流せない車両を使う列車を除いて、発車メロディの使用を停止[報道 3]。
- 2019年（平成31年・令和元年）
  - 3月16日：すべての列車において、発車メロディの使用を停止[報道 3]。
  - 11月1日：商業施設「ビーンズ亀有」がリニューアル[報道 1]。
- 2024年（令和6年）2月9日：スマートホームドアの使用を開始[報道 4][報道 5]。

## 駅構造
JR東日本ステーションサービスが駅業務を受託している金町駅管理の業務委託駅である。高架複々線区間の緩行線上に島式ホーム1面2線を有する高架駅である。
常磐快速線を利用して日暮里・上野方面へ行くには、2番線の電車を利用の上、北千住駅で乗り換える必要があるが、この場合、綾瀬 - 北千住間も含めてJR線として扱われる。当駅を利用して山手線の駅に行く場合に、乗り換えの手間が少ない西日暮里駅を経由する乗客が多い。
多機能券売機、指定席券売機、Suica対応自動改札機が設置されている。このほか、当駅と直結して、商業施設「ビーンズ亀有」が併設されている。

### のりば
| 番線 | 路線               | 方向 | 行先                                       |
| ---- | ------------------ | ---- | ------------------------------------------ |
| 1    | 常磐線（各駅停車） | 下り | 松戸・柏・我孫子方面                       |
| 2    | 常磐線（各駅停車） | 上り | 北千住・西日暮里・ 千代田線・ 小田急線方面 |

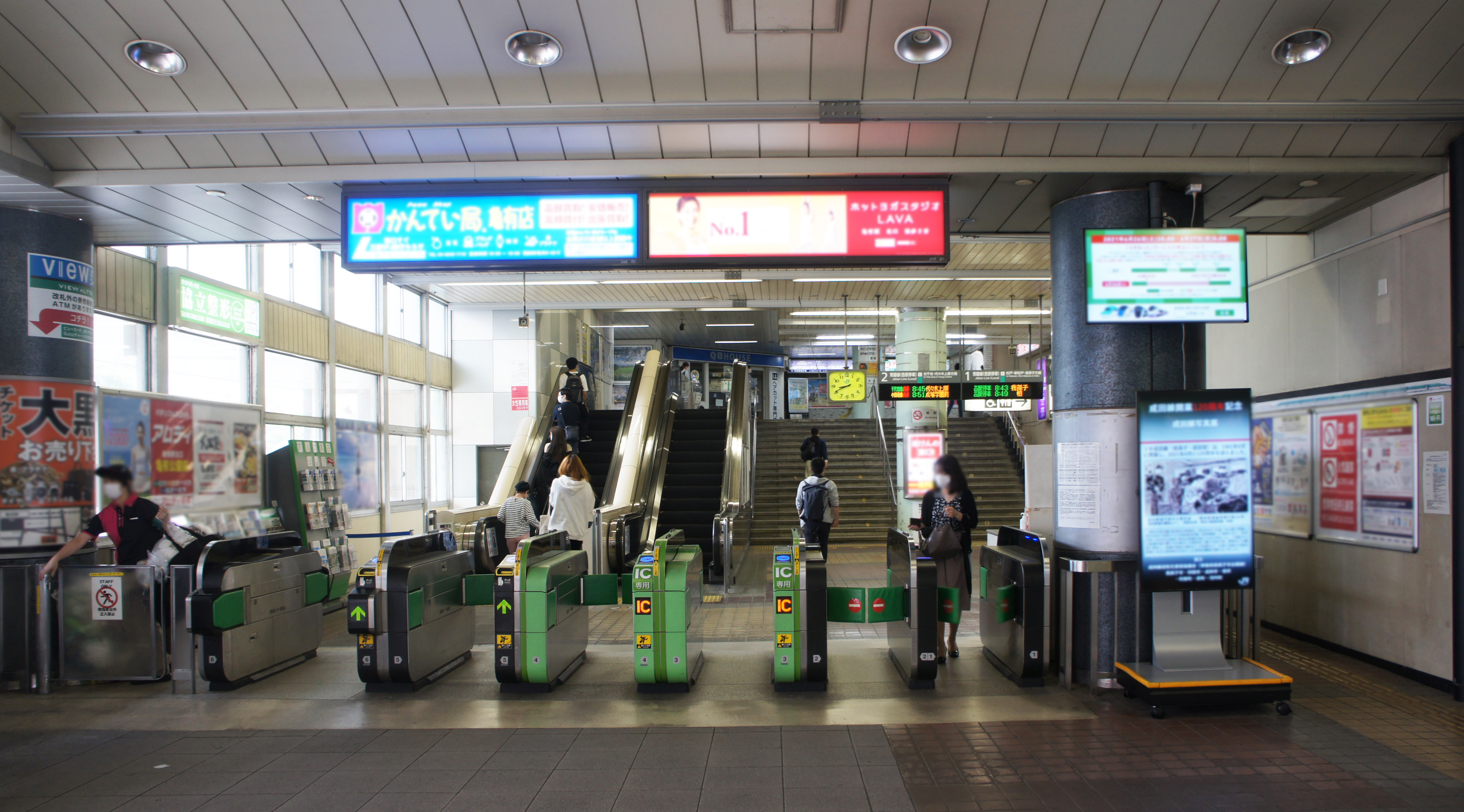
改札口（2021年5月）
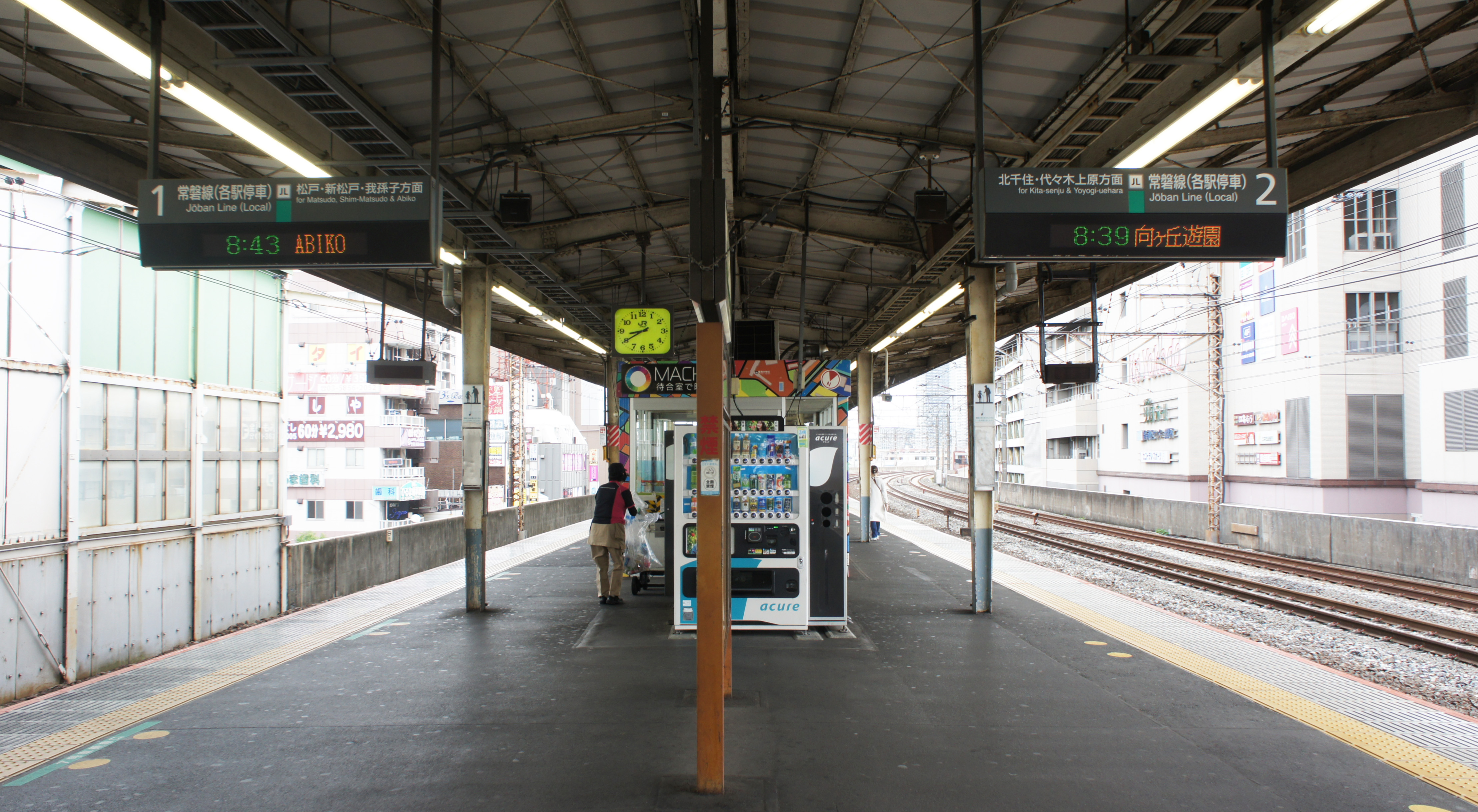
ホーム（2021年5月）

## 利用状況
2023年度（令和5年度）の1日平均乗車人員は38,920人である。常磐線の快速が停車しない駅では金町駅に次ぐ第2位。なお、常磐緩行線の他路線への接続のない駅では利用者数一位である。乗り換え路線のある馬橋、新松戸より利用者数が多い。また、快速停車駅の我孫子、天王台、取手よりも利用者が多い。
1974年度（昭和49年度）以降の推移は以下のとおりである。
| 1日平均乗車人員推移 | 1日平均乗車人員推移 | 1日平均乗車人員推移 | 1日平均乗車人員推移 | 1日平均乗車人員推移 | 1日平均乗車人員推移 | 1日平均乗車人員推移 | 1日平均乗車人員推移 |
| 年度                | 定期外              | 定期                | 合計                | 出典                | 出典                | 出典                | 出典                |
| 年度                | 定期外              | 定期                | 合計                | JR                  | 東京都              | 葛飾区              | 足立区              |
| ------------------- | ------------------- | ------------------- | ------------------- | ------------------- | ------------------- | ------------------- | ------------------- |
| 1974年（昭和49年）  |                     |                     | 37,432              |                     | [ 都 1 ]            |                     | [ 足 1 ]            |
| 1975年（昭和50年）  |                     |                     | 37,432              |                     | [ 都 2 ]            |                     | [ 足 1 ]            |
| 1976年（昭和51年）  |                     |                     | 36,714              |                     | [ 都 3 ]            |                     | [ 足 1 ]            |
| 1977年（昭和52年）  |                     |                     | 37,416              |                     | [ 都 4 ]            |                     | [ 足 1 ]            |
| 1978年（昭和53年）  |                     |                     | 36,966              |                     | [ 都 5 ]            |                     | [ 足 1 ]            |
| 1979年（昭和54年）  |                     |                     | 37,274              |                     | [ 都 6 ]            |                     | [ 足 1 ]            |
| 1980年（昭和55年）  |                     |                     | 35,569              |                     | [ 都 7 ]            |                     | [ 足 1 ]            |
| 1981年（昭和56年）  |                     |                     | 34,837              |                     | [ 都 8 ]            |                     | [ 足 1 ]            |
| 1982年（昭和57年）  |                     |                     | 34,350              |                     | [ 都 9 ]            |                     | [ 足 1 ]            |
| 1983年（昭和58年）  |                     |                     | 33,699              |                     | [ 都 10 ]           |                     | [ 足 1 ]            |
| 1984年（昭和59年）  |                     |                     | 33,611              |                     | [ 都 11 ]           |                     | [ 足 1 ]            |
| 1985年（昭和60年）  |                     |                     | 33,039              |                     | [ 都 12 ]           |                     | [ 足 1 ]            |
| 1986年（昭和61年）  |                     |                     | 33,672              |                     | [ 都 13 ]           |                     | [ 足 1 ]            |
| 1987年（昭和62年）  |                     |                     | 33,579              |                     | [ 都 14 ]           |                     | [ 足 1 ]            |
| 1988年（昭和63年）  |                     |                     | 35,817              |                     | [ 都 15 ]           |                     | [ 足 1 ]            |
| 1989年（平成元年）  |                     |                     | 35,723              |                     | [ 都 16 ]           |                     | [ 足 1 ]            |
| 1990年（平成02年）  |                     |                     | 36,248              |                     | [ 都 17 ]           |                     | [ 足 1 ]            |
| 1991年（平成03年）  |                     |                     | 35,723              |                     | [ 都 18 ]           |                     | [ 足 1 ]            |
| 1992年（平成04年）  |                     |                     | 38,918              |                     | [ 都 19 ]           |                     | [ 足 1 ]            |
| 1993年（平成05年）  |                     |                     | 38,835              |                     | [ 都 20 ]           |                     | [ 足 1 ]            |
| 1994年（平成06年）  |                     |                     | 38,370              |                     | [ 都 21 ]           |                     | [ 足 1 ]            |
| 1995年（平成07年）  |                     |                     | 38,064              |                     | [ 都 22 ]           |                     | [ 足 1 ]            |
| 1996年（平成08年）  |                     |                     | 39,229              |                     | [ 都 23 ]           |                     | [ 足 1 ]            |
| 1997年（平成09年）  |                     |                     | 38,445              |                     | [ 都 24 ]           |                     | [ 足 1 ]            |
| 1998年（平成10年）  |                     |                     | 38,188              |                     | [ 都 25 ]           |                     | [ 足 1 ]            |
| 1999年（平成11年）  |                     |                     | 38,010              |                     | [ 都 26 ]           |                     | [ 足 1 ]            |
| 2000年（平成12年）  |                     |                     | 37,279              | [ JR 2 ]            | [ 都 27 ]           |                     | [ 足 1 ]            |
| 2001年（平成13年）  |                     |                     | 37,185              | [ JR 3 ]            | [ 都 28 ]           |                     | [ 足 1 ]            |
| 2002年（平成14年）  |                     |                     | 36,536              | [ JR 4 ]            | [ 都 29 ]           |                     | [ 足 1 ]            |
| 2003年（平成15年）  |                     |                     | 36,152              | [ JR 5 ]            | [ 都 30 ]           |                     | [ 足 1 ]            |
| 2004年（平成16年）  |                     |                     | 36,133              | [ JR 6 ]            | [ 都 31 ]           |                     | [ 足 1 ]            |
| 2005年（平成17年）  |                     |                     | 36,521              | [ JR 7 ]            | [ 都 32 ]           |                     | [ 足 1 ]            |
| 2006年（平成18年）  |                     |                     | 38,615              | [ JR 8 ]            | [ 都 33 ]           |                     | [ 足 1 ]            |
| 2007年（平成19年）  |                     |                     | 39,753              | [ JR 9 ]            | [ 都 34 ]           |                     | [ 足 1 ]            |
| 2008年（平成20年）  |                     |                     | 39,650              | [ JR 10 ]           | [ 都 35 ]           |                     | [ 足 1 ]            |
| 2009年（平成21年）  |                     |                     | 39,343              | [ JR 11 ]           | [ 都 36 ]           |                     | [ 足 1 ]            |
| 2010年（平成22年）  |                     |                     | 39,550              | [ JR 12 ]           | [ 都 37 ]           |                     | [ 足 1 ]            |
| 2011年（平成23年）  |                     |                     | 38,988              | [ JR 13 ]           | [ 都 38 ]           |                     | [ 足 1 ]            |
| 2012年（平成24年）  | 13,970              | 25,512              | 39,483              | [ JR 14 ]           | [ 都 39 ]           |                     | [ 足 1 ] [ 足 2 ]   |
| 2013年（平成25年）  | 14,176              | 26,095              | 40,271              | [ JR 15 ]           | [ 都 40 ]           |                     | [ 足 1 ] [ 足 3 ]   |
| 2014年（平成26年）  | 14,156              | 25,968              | 40,125              | [ JR 16 ]           | [ 都 41 ]           | [ 葛 1 ]            | [ 足 1 ] [ 足 4 ]   |
| 2015年（平成27年）  | 14,669              | 26,389              | 41,058              | [ JR 17 ]           | [ 都 42 ]           | [ 葛 2 ]            | [ 足 1 ] [ 足 5 ]   |
| 2016年（平成28年）  | 14,935              | 26,665              | 41,601              | [ JR 18 ]           | [ 都 43 ]           | [ 葛 3 ]            | [ 足 1 ] [ 足 6 ]   |
| 2017年（平成29年）  | 15,035              | 26,985              | 42,020              | [ JR 19 ]           | [ 都 44 ]           | [ 葛 4 ]            | [ 足 1 ] [ 足 7 ]   |
| 2018年（平成30年）  | 15,292              | 27,562              | 42,854              | [ JR 20 ]           | [ 都 45 ]           | [ 葛 5 ]            | [ 足 1 ] [ 足 8 ]   |
| 2019年（令和元年）  | 15,077              | 27,824              | 42,901              | [ JR 21 ]           | [ 都 46 ]           | [ 葛 6 ]            | [ 足 1 ] [ 足 9 ]   |
| 2020年（令和02年）  | 11,119              | 22,566              | 33,685              | [ JR 22 ]           | [ 都 47 ]           | [ 葛 7 ]            | [ 足 1 ] [ 足 10 ]  |
| 2021年（令和03年）  | 12,580              | 22,431              | 35,011              | [ JR 23 ]           | [ 都 48 ]           | [ 葛 8 ]            | [ 足 1 ] [ 足 11 ]  |
| 2022年（令和04年）  | 14,135              | 23,263              | 37,399              | [ JR 24 ]           | [ 都 49 ]           | [ 葛 9 ]            | [ 足 1 ] [ 足 12 ]  |
| 2023年（令和05年）  | 14,780              | 24,140              | 38,920              | [ JR 1 ]            |                     |                     | [ 足 1 ] [ 足 13 ]  |

## 駅周辺
- 東京都道318号環状七号線（環七通り）

### 北口

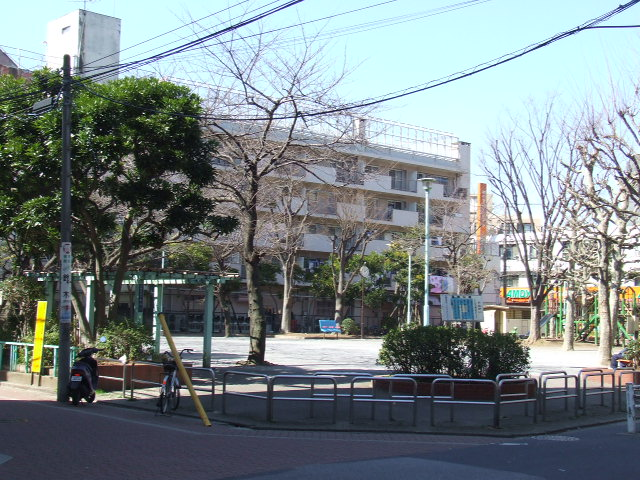
亀有公園

- 亀有公園
- 東京都立東部地域病院
- 中川公園
  - 東京都下水道局中川水再生センター
- 亀有駅前郵便局
- 葛飾区立中之台小学校
- 警視庁亀有警察署亀有駅北口交番
- マルエツ東和店

### 南口
- リリオ
  - 葛飾区亀有区民事務所、亀有地区センター
  - 葛飾区かめありリリオホール
  - イトーヨーカドー亀有駅前店
  - ノジマ
  - ニトリ
  - ザ・ダイソー
- 亀有郵便局
- 葛飾区立道上小学校
- 香取神社
- 亀有銀座商店街（ゆうろーど）
  - ゆうろーどサービスカウンター
京成バス系列の定期券発売所
- 亀有中央商店街
- アリオ亀有
- 業務スーパー・酒市場ヤマダ
- こち亀記念館
- 警視庁亀有警察署亀有駅南口交番
- 洋服の青山
- まいばすけっと 亀有ゆうろーど店

## バス路線
北口と南口にバスターミナルが設けられている。

### 北口
| 1     | 東武バスセントラル | - 有38：佐野・六ツ木団地循環（亀有駅北口）                                 | |
| 2     | 東武バスセントラル | - 有25・有26：葛飾車庫 - 有27：西水元循環（亀有駅北口） - 有51：三郷中央駅 | 「有51」は土休日1本のみ運行。                                                                         |
| 3     | 東武バスセントラル | - 王30：王子駅 - 足35：足立区役所 - 有36：水元総合スポーツセンター         | かつて都営バスがここに乗り入れていた。正月3が日には、初詣客向けに西新井大師行き臨時バスが運行される。 |
| 4     | 東武バスセントラル | - 有64：八潮駅南口 - 有65：六ツ木都住・八潮駅南口                          | |
| 降車1 | 東武バスセントラル | 降車専用                                                                   | 亀有駅北口ロータリー内の終着・始発となる全てのバスが停車する（ロータリーに入る場合もある）。          |
| 降車2 | 東武バスセントラル | 降車専用                                                                   | 使用停止中                                                                                            |

### 南口
| のりば     | 運行事業者                                 | 系統・行先 | 備考                                                        |
| 亀有駅南口 | 亀有駅南口                                 | 亀有駅南口 | 亀有駅南口                                                  |
| ---------- | ------------------------------------------ | --- | ----------------------------------------------------------- |
| 0          | 京成バス東京                               | - 有02：慈恵医大葛飾医療センター - 有70：ウェルピアかつしか・金町駅南口                                                                       | 「有70」は平日1本のみ                                       |
| 0          | 日立自動車交通                             | - 有71・有72（レインボーかつしか ウェルピア線）：ウェルピアかつしか・金町駅南口 - 有74（レインボーかつしか 新宿循環）：亀有駅南口（新宿循環） | 現在休止中                                                  |
| 亀有駅     |                                            | |                                                             |
| 1          | 京成バス東京                               | 新小58：新小岩駅・葛飾営業所 |                                                             |
| 1          | 京成バス                                   | SS08（環七シャトルバス）：東京ディズニーシー・葛西臨海公園駅                                                                                  | シャトルセブン                                              |
| 1          | 京成バス                                   | 特急：東京ディズニーシー | 1便のみ                                                     |
| 2          | 京成バス                                   | 新小53：奥戸二丁目・葛飾区役所・新小岩駅東北広場                                                                                              | 梅雨の時期なるとかつしか菖蒲めぐりバスが運行される。        |
| 2          | 京成バス東京                               | 新小52乙：新小岩駅東北広場・葛飾営業所 |                                                             |
| 2          | - 京成バス - 東京空港交通                  | 空港連絡：羽田空港（国内線・国際線） |                                                             |
| 3          | 京成バス東京                               | 小54：京成小岩駅・葛飾営業所 |                                                             |
| 4          | 京成バス東京                               | 有57：葛飾区役所・葛飾営業所 |                                                             |
| 5          | 京成バス東京                               | 有01：浅草寿町 | 土休日のみ運行                                              |
| 5          | 日立自動車交通                             | - 綾11（はるかぜ9号）：青井駅・綾瀬駅東口 - 綾12（はるかぜ12号）：西新井駅東口 - 有73（レインボーかつしか 西亀有線）：綾瀬駅東口              | - 停留所名は「亀有駅南口」 - レインボーかつしかは運行休止中 |
| 5          | 京成バス東京                               | 綾01：綾瀬駅 |                                                             |
| 降車場     | - 京成バス - 京成バス東京 - 日立自動車交通 | 降車専用 | 亀有駅ロータリー内の終着・始発となる全てのバスが停車する。  |

## 登場作品
- 『こちら葛飾区亀有公園前派出所』
亀有出身の秋本治による漫画。作中において亀有駅周辺が登場することもあるが、実在の亀有公園の前に派出所は存在しない。
2006年2月には、駅北口に同作品の主人公である両津勘吉の銅像が設置され[1]（→ウィキニュース）、同年11月には南口にも設置された。その後、周辺には同作品登場人物の中川圭一、秋本・カトリーヌ・麗子、本田速人の銅像も設置されている[8]。詳細はこち亀銅像の項を参照のこと。

## 日立製作所専用線
かつて地上駅だった時代には、日立製作所亀有工場への専用線がこの駅から分岐していた。

## 構想
メトロセブン構想ならびに運輸政策審議会答申第7号における地下鉄8号線（東京メトロ有楽町線）の延伸計画・構想がある（豊洲駅 - 当駅間が計画路線、当駅以北は構想路線。詳細は東京直結鉄道を参照）。現時点でいずれも具体的な計画はなされていない。
1920年代に筑波高速度電気鉄道が日暮里から茨城県田井村に至る鉄道路線を計画した際、梅島町梅田から亀有を経て千葉県松戸町へ至る支線を構想していたが、こちらは青砥経由に変更され京成電鉄本線の一部として開通している。

## 隣の駅
東日本旅客鉄道（JR東日本）
 常磐線（各駅停車）
綾瀬駅 (JL 19) - 亀有駅 (JL 20) - 金町駅 (JL 21)

### 記事本文